# Sign Gene: Die ersten tauben Superhelden
Sign Gene: Die ersten tauben Superhelden ist ein Agentenfilm aus dem Jahr 2017 von
Regisseur Emilio Insolera. In den Hauptrollen sind Emilio Insolera, Hiroshi
Vava, Benjamin Bahan, Carola Insolera und Danny Gong zu sehen.

## Handlung
Der Geheimagent Tom Clerc ist Träger der mächtigen Sign Gene-Mutation
SGx29, die es ihm ermöglicht, durch den Einsatz von Gebärdensprache
Superkräfte zu entwickeln. Zusammen mit seinem Kollegen wird er nach Japan
geschickt, um dort mehrere rätselhafte Verbrechen zu untersuchen, die von
tauben japanischen Mutanten begangen wurden.